# محمد زكي أبو عامر
الدكتور محمد ذكي أبو عامر وزير الدولة للتنمية الإدارية ورئيس الجهاز المركزي للتنظيم والإدارة المصري الأسبق، شغل منصب عميد كلية الحقوق بجامعة الإسكندرية حيث حصل علي دكتوراه في القانون الجنائي من جامعة الإسكندرية في العام 1974م، كما شغل منصب الأمين العام لـ الحزب الوطني الديموقراطي بالمحافظة قبل أن يختار وزيراً للدولة لشئون مجلسي الشعب والشورى ثم وزيرً للدولة للتنمية الإدارية.